# Furu Furu Park
Furu Furu Park är titeln på ett spel som utvecklats och publicerats av Taito. Spelet har släppts exklusivt för Nintendo Wii. Spelet innehåller ett stort antal så kallade minispel som bland annat bygger på omarbetade versioner av tidigare försäljningsframgångar som Bubble Bobble och Arkanoid.